# آرتور سارکیسف

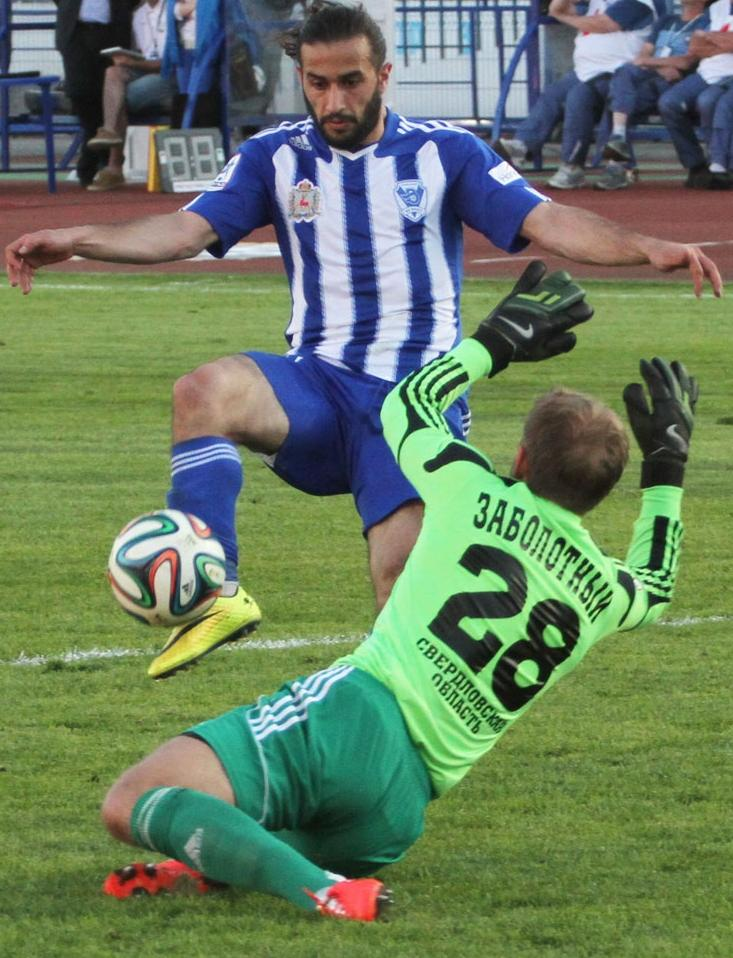
آرتور سارکیسف در حین بازی برای باشگاه فوتبال ولگا نیژنی نووگورود

آرتور سرگئی سارکیسف (به ارمنی: Արթուր Սերգեյի Սարկիսով) (متولد ۱۹ ژانویهٔ ۱۹۸۷ در شهر گروزنی)، بازیکن فوتبال در پست مهاجم اهل ارمنستان می‌باشد. او هم‌اکنون برای تیم باشگاهی Olimp-Dolgoprudny و تیم ملی فوتبال ارمنستان بازی می‌کند.

## باشگاهی
این بازیکن سابقه بازی در تیم‌های باشگاهی رئوتوف، لوکوموتیو مسکو ۲، لوکوموتیو مسکو، شینیک یاروسلاول، ولگا نیژنی نووگورود، اورال استان سوردلوفسک، موردوویا سارانسک و ینی‌سئی کراسنویارسک را نیز در کارنامه دارد.

## تیم ملی
وی همچنین در تیم ملی فوتبال ارمنستان بازی کرده‌است. سارکیسف نخستین بازی ملی خود را که در چهارچوب مرحله مقدماتی جام ملت‌های اروپا ۲۰۱۲ بود در ۶ سپتامبر ۲۰۱۱ در ایروان در مقابل اسلواکی انجام داده‌است.

## افتخارات

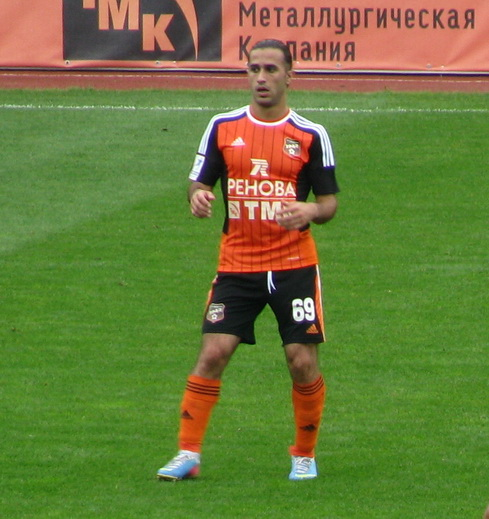

### باشگاهی
باشگاه فوتبال کازانکا مسکو
- Russian Second Division برترین گلزن منطقه غرب: ۲۰۱۰ (۲۱ گل)
- Russian Second Division برترین مهاجم منطقه غرب (۱): ۲۰۱۰

### انفرادی
- باشگاه فوتبال کازانکا مسکو برترین گلزن (۲): ۲۰۰۹, ۲۰۱۰
- باشگاه فوتبال شینیک یاروسلاول بازیکن برتر فصل بهار (۱): ۲۰۱۲[۲]